# Barsukowka (Kaliningrad, Gurjewsk)
Barsukowka (russisch Барсуковка, deutsch Duhnau, auch: Legehnen, Kreis Königsberg, litauisch Dunava und Legėnai) ist ein Ort in der russischen Oblast Kaliningrad. Er liegt im Rajon Gurjewsk und gehört zur kommunalen Selbstverwaltungseinheit Stadtkreis Gurjewsk. Die Ortsstelle Duhnau ist verlassen.

## Geographische Lage
Das heutige Barsukowka liegt ganz im Osten des Rajon Gurjewsk (Kreis Neuhausen) an der Grenze zum Rajon Polessk (Kreis Labiau), zwei Kilometer nördlich von Dobrino (Nautzken). Bis zur heutigen Rajonhauptstadt Gurjewsk (Neuhausen) sind es 20 Kilometer, während die frühere Kreisstadt Polessk (Labiau) 15 Kilometer entfernt liegt. Bahnstation ist Dobrino an der Bahnstrecke Kaliningrad–Sowetsk (Königsberg–Tilsit).

## Geschichte

### Duhnau
Bei dem ehemals Duhnau genannten Ort handelte es sich vor 1945 um ein nur kleines Dorf am Westufer des Westkanals (russisch: Sapadny Kanal). Gegründet im Jahre 1365 wurde der Ort 1874 in den neu errichteten Amtsbezirk Bendiesen (russisch: Dalneje, heute nicht mehr existent). Er gehörte zum Landkreis Labiau im Regierungsbezirk Königsberg in der preußischen Provinz Ostpreußen. Im Jahre 1910 zählte Duhnau 115 Einwohner.

### Legehnen
Das früher Legehnen genannte Dorf war ein Vorwerk des Gutsbezirks Domäne Kaymen (1938–1946 Kaimen, russisch: Saretschje) im  Amtsbezirk Bendiesen.

### Zusammenlegung 1928
Am 30. September 1928 vergrößerte sich die Gemeinde Duhnau um den Nachbarort Legehnen. Die Einwohnerzahl stieg bis 1933 auf 162 und betrug 1939 noch 132. Der Ort kam infolge des Zweiten Weltkrieges innerhalb des nördlichen Ostpreußens zur Sowjetunion.

### Barsukowka
Im Jahr 1950 wurden Duhnau in Barsukowka und Legehnen in Turgenewo umbenannt. Gleichzeitig wurden diese beiden Orte in den Dorfsowjet Dobrinski selski Sowet im Rajon Gurjewsk eingeordnet. Vor 1975 wurde Turgenewo (wieder) an Barsukowka angeschlossen. Wohl seit spätestens etwa 1990 ist die Ortsstelle Duhnau verlassen. Im Jahr 2008 wurde Barsukowka in die Landgemeinde Dobrinskoje selskoje posselenije eingegliedert und gehört seit deren Auflösung im Jahr 2013 zum Stadtkreis Gurjewsk.

## Kirche
Bis 1945 war die fast ausnahmslos evangelische Bevölkerung Duhnaus und auch Legehnens in das Kirchspiel Kaymen (1938–1946 Kaimen, russisch: Serteschje) eingepfarrt. Es gehörte zum Kirchenkreis Labiau (russisch: Polessk) in der Kirchenprovinz Ostpreußen der Kirche der Altpreußischen Union.
Heute liegt Barsukowka im Einzugsbereich zweier in den 1990er Jahren neu entstandenen evangelisch-lutherischen Gemeinden: Marschalskoje (Gallgarben) und die Kirche Turgenewo (Groß Legitten). Beide sind Filialgemeinden der Auferstehungskirche in Kaliningrad (Königsberg) und gehören zur Propstei Kaliningrad der Evangelisch-lutherischen Kirche Europäisches Russland (ELKER).